# Cassandra Pavoni
Cassandra Pavoni (Ferrara, ... – Faenza, 1513) è stata una nobildonna italiana.

## Biografia

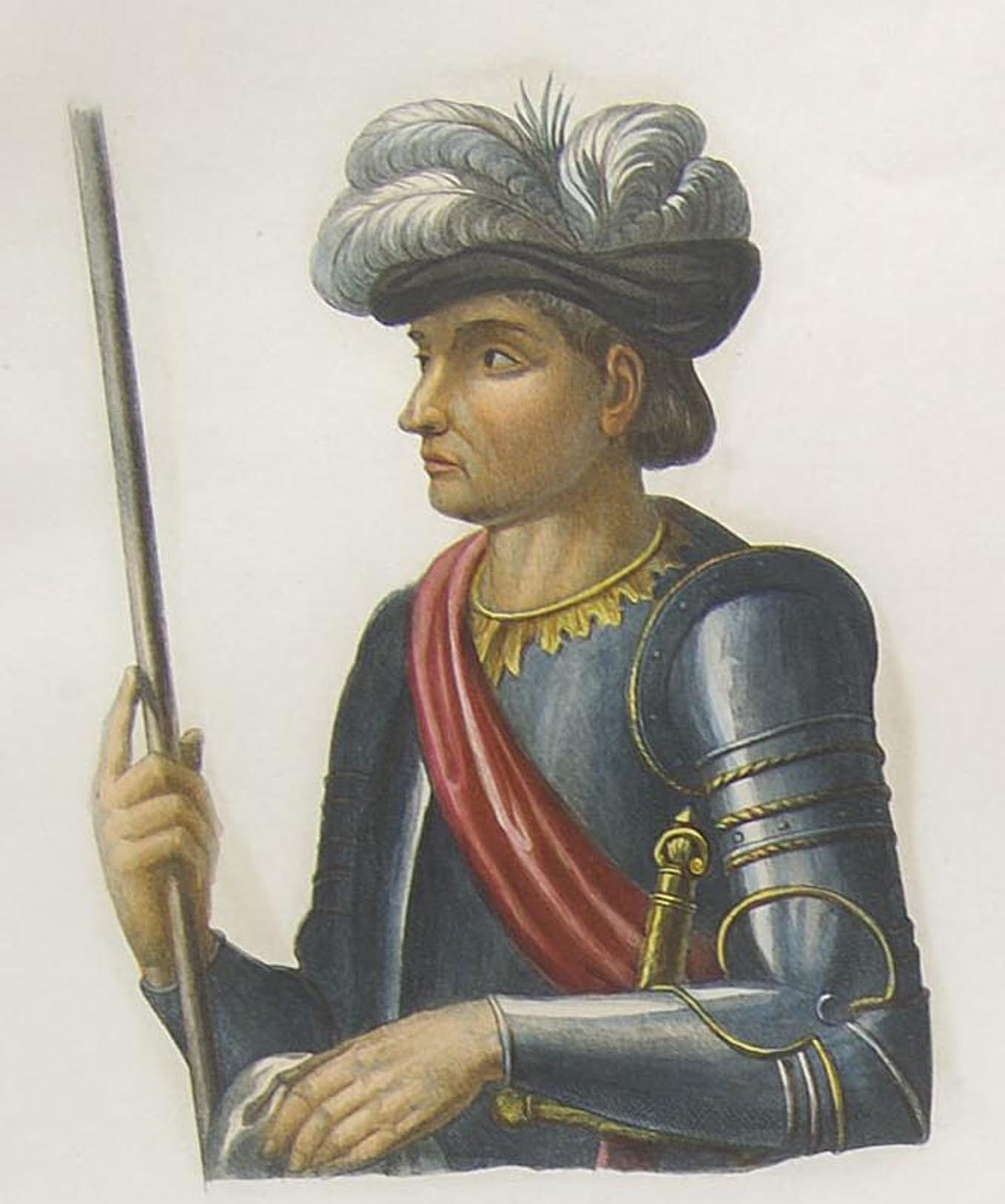
Galeotto Manfredi

Fu una delle figure femminili più controverse e affascinanti della storia di Faenza.
Era figlia del notaio Tommaso Pavoni, attivo presso la corte degli Estensi di Ferrara. Detta "la pavona" per la sua avvenenza, qui conobbe Galeotto Manfredi, decimo signore di Faenza ed esiliato alla corte degli Este, che si innamorò di lei e le diede tre figli. Portò con sé Cassandra quando rientrò nel 1477 a Faenza e riuscì a succedere al fratello Carlo come vicario pontificio di Faenza, avvalendosi di una ribellione popolare nella città. 
Nel 1481 Galeotto Manfredi sposò per ragioni di stato e su proposta di Lorenzo il Magnifico Francesca Bentivoglio (1468-1504) più giovane di ventotto anni, figlia di Giovanni II Bentivoglio, signore di Bologna. Galeotto decise comunque di proseguire la relazione con l'amante. Nel 1487 la moglie legittima, infelice per l'infedeltà del marito, fuggì da Faenza col figlio Astorre (1488-1501) e si rifugiò presso la casa paterna a Bologna. Nel maggio dell'anno seguente Giovanni Bentivoglio, che mirava a governare personalmente Faenza attraverso la figlia, reggente di Astorre, commissionò l'assassinio di Galeotto. Col sostegno di tre congiurati, il 31 maggio 1488 il signore venne accoltellato a morte nella camera nuziale.  
Cassandra, rimasta senza protezione, si ritirò nel monastero di clausura camaldolese di San Maglorio a Faenza (nell'odierna via Campidori), sotto il nome di suor Benedetta. Morì nel 1513 e venne sepolta nella chiesa del monastero, dove una lastra tombale così la ricorda:
BENEDICTA HRIS/TI SPONSA OLIM T/HOME

FERRARIE/NSIS DE PAVO/NIBUS SUB/HOC/SAXO/QUIESCIT/

MCCCCCXIII.

## Cassandra Pavoni nell'arte

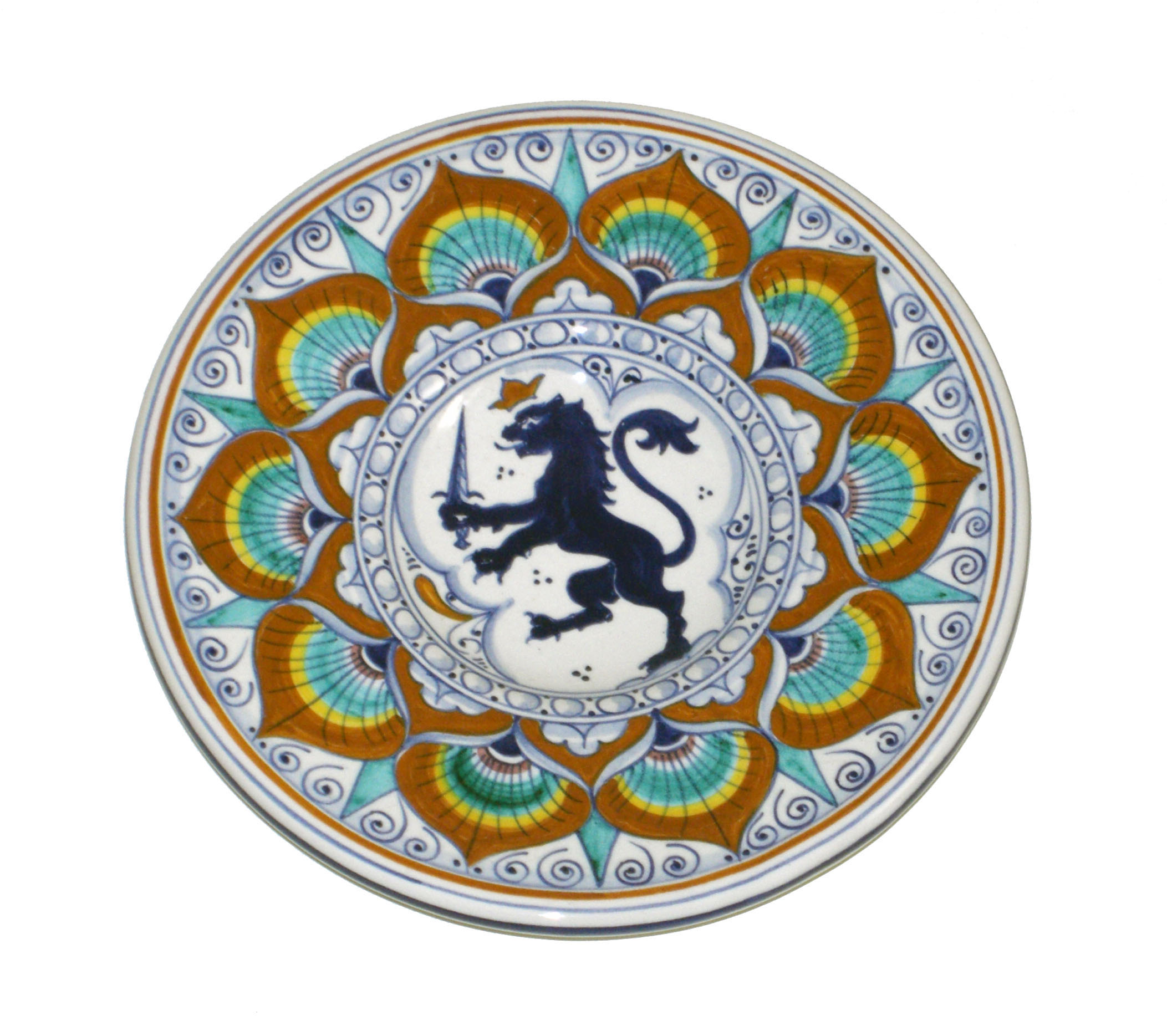
Piatto di ceramica (maiolica) tipico della città di Faenza, decorato con il famoso stile della "Penna di Pavone".

Nella Pinacoteca comunale di Faenza sono presenti due cassoni in legno intagliato e dorato commissionati da Galeotto Manfredi per donarli a Cassandra Pavoni nel momento in cui entrò nel convento di San Maglorio.
A Cassandra è dedicata la "Penna di Pavone", tra i disegni ceramici preferiti dagli artisti faentini, diffusi nella metà dal Quattrocento e riferiti alla casata dei Manfredi, simboleggianti la storia d'amore tra Cassandra e Galeotto.

## Discendenza
Cassandra diede a Galeotto tre figli naturali:
- Francesco, poi Astorre IV (1470-1509), politico, dodicesimo e ultimo signore di Faenza;
- Scipione (1473-15 ottobre 1493), religioso, nel 1489 ottenne il priorato del monastero di S. Giovanni in Faenza;
- Giovanni Evangelista (1482-4 giugno 1502), castellano della fortezza di Faenza, condivide prigionia e morte con il fratellastro Astorre III.